# ريجينا تايلور
ريجينا تايلور (بالإنجليزية: Regina Taylor)‏ (و. 1960 – م) هي ممثلة، وممثلة تلفزيونية، من الولايات المتحدة الأمريكية، ولدت في دالاس، تكساس.

## وصلات خارجية
- ريجينا تايلور على موقع IMDb (الإنجليزية)
- ريجينا تايلور على موقع ألو سيني (الفرنسية)
- ريجينا تايلور على موقع أول موفي (الإنجليزية)
- ريجينا تايلور على موقع قاعدة بيانات برودواي على الإنترنت (الإنجليزية)
- ريجينا تايلور على موقع قاعدة بيانات الأفلام السويدية (السويدية)
- ريجينا تايلور على موقع إن إن دي بي (الإنجليزية)
- ريجينا تايلور على موقع قاعدة بيانات الفيلم (الإنجليزية)
- ريجينا تايلور على موقع كينوبويسك (الروسية)